# Tunga
Tunga è una municipalità di sesta classe delle Filippine, situata nella Provincia di Leyte, nella Regione di Visayas Orientale.
Tunga è formata da 8 baranggay:
- Astorga (Upart)
- Balire
- Banawang
- San Antonio (Pob.)
- San Pedro
- San Roque
- San Vicente (Pob.)
- Santo Niño (Pob.)